# Щукин, Иван Иванович
Ива́н Ива́нович Щу́кин (1869, Москва — 1908, Париж) — московский купец, журналист, критик, коллекционер искусства.

## Биография
Иван Иванович Щукин родился в старинной московской купеческой старообрядческой семье. Отец — известный в Москве фабрикант — старообрядец Иван Васильевич Щукин, мать — Екатерина Петровна (Боткина). В семье было шесть сыновей: Николай, за ним Пётр, потом Сергей, Владимир, Дмитрий и Иван.
Иван и его братья получили блестящее образование: с ними дома занимались гувернёры, затем они последовательно учились в немецкой школе в Выборге и в немецком пансионе в Санкт-Петербурге.
Иван учился в Лицее цесаревича Николая на Остоженке — привилегированном московском учебном заведении. Затем учёба на юрфаке МГУ. Получил специальность по русской истории и религиозным учениям. Будучи ещё студентом сотрудничал в редакциях московских газет (суворинское «Новое время» и др.). С 1890 писал в газеты по 5 копеек за строчку). Псевдоним Жан Броше (что означало Иван Щука). Через несколько лет переключился на художественные журналы. Темы его корреспонденций — история искусств. Брал уроки у известного художника и педагога Александра Киселёва, хотя и страдал дальтонизмом. Автор книги «Бирон в гравюрах Ивана Соколова» (1893 г). И. Грабарь признавал «ошеломляющую осведомлённость» Ивана Щукина.
От матери братья Щукины унаследовали любовь к искусству и меценатству.

## Жизнь в Париже
В 1895 году окончательно переехал жить в Париж.
В шикарных апартаментах на авеню Ваграм основал российский художественный и литературный кружок. «Щукинские вторники» приобрели известность среди русской и зарубежной интеллигенции.
Его посещали Боборыкин, Суворин, Чехов, Мережковский, Минский, Василий Немирович-Данченко, Волошин, Бальмонт, Александр Бенуа, И. Грабарь.
Иван Иванович часто принимал у себя французских художников — Родена, Дега, Ренуара. Живописец Игорь Грабарь вспоминал: «Щукин знал не только всех русских художников, но и французских, немецких, английских, испанских и передавал о них подробности, которые я готов был выслушивать целыми днями».
Оставил воспоминания о Владимире Соловьёве.
Читал лекции в Вольном университете в Брюсселе, в Институте восточных языков и Русской высшей школе общественных наук в Париже, где в зимой 1903 г. читал лекции Ленин.
К сожалению, Иван Иванович не устоял перед парижскими соблазнами. Отцовское состояние таяло, а помощи от братьев он не получил. Тогда Иван решил продать свою коллекцию; но на проведённом 9 апреля 1907 года берлинским торговым домом «Рейнер и Келлер» аукционе большинство полотен признали искусными подделками (несмотря на своё художественное чутьё, Иван Щукин стал игрушкой в руках мошенников). 2 января 1908 года он покончил жизнь самоубийством. Его коллекции были распроданы на аукционах, а книги выкуплены Библиотекой восточных языков (BULAC) в Париже (Университетская библиотека языков и цивилизаций).